# Griphomys
Genre
Griphomys est un genre de rongeurs fossiles.

## Liste d'espèces
Selon Paleobiology Database (15 avril 2015) :
- Griphomys alecer
- Griphomys toltecus